# Грамматика испанского языка (книга)
«Грамматика испанского языка» (исп. Gramática castellana, оригинальное название на латыни лат. Grammatica Antonii Nebrissensis […]) — книга испанского грамматиста Антонио де Небриха, опубликованная в 1492 году, является первой книгой, содержащей описание правил грамматики испанского языка и первой печатной книгой, посвящённой правилам языка романской группы. «Грамматика…» Антонио де Небриха долгое время служила образцом грамматического трактата.
«Грамматика…» была представлена королеве Изабелле в Саламанке в год выхода, но королева поставила под сомнение достоинства этого труда. По воспоминаниям Небриха, в связи с этим Эрнандо де Талавера, епископ Авилы, направил королеве письмо, где были такие строки:
После того, как Ваше Величество покорит варварские народы и нации, говорящие на разных языках, с победой придет необходимость принять законы, которые победитель налагает на побеждённых, включая изучение нашего языка. Благодаря этому труду они смогут выучить его так же, как мы учим латынь с помощью латинской грамматики.

## Структура книги
Первые четыре части книги описывают ключевые разделы грамматики:
- Орфография. Небриха ставит орфографию на первое место, как и античные авторы. За основу берётся соответствие между устной и письменной речью, которое формулируется как «мы должны писать так, как мы произносим, и произносить так, как мы пишем»[3]. Поэтому Небриха использует произношение как основу для правил правописания[7];
- Просодия и слог;
- Этимология и дикция;
- Синтаксис.

Пятая книга посвящена введению в испанский язык для иноязычных, желающих ознакомиться с испанским.
«Грамматика…» описывает следующие десять частей речи: существительное, местоимение, глагол, причастие, предлог, наречие, междометие, союз, герундий и супин.

## Критика
«Грамматика…» подверглась критике со стороны ряда современников Небриха, среди которых особенно выделяется религиозный писатель Хуан де Вальдес (1509—1541). Работы Вальдеса показывают, что последний не знал об унификации орфографии испанского языка, и поэтому критиковал «андалузское» происхождение некоторых латинских слов, которые считал «нечистыми» и «неправильными». Тем не менее, Вальдес согласился с Небриха в части основного принципа правописания испанского языка, что оно должно основываться на фонетике.
Некоторые более поздние грамматисты отказывались от фонетики как основного способа установить правила орфографии испанского языка. Например, патер Мигель де Салинас в своём труде 1563 года (Libro apologético […]) отстаивал важность узуса, ссылаясь на тот факт, что общепринятые правила написания должны определённым образом управлять орфографией.

## Значение
С выходом в свет «Грамматики…» грамматика стала считаться дисциплиной, изучающей правила языка, до появления лингвистики как научной дисциплины в XIX веке.
Публикация «Грамматики…» стала также инструментом распространения испанского языка в масштабах испанской колониальной империи, охватывавшей пять континентов. Соответственно, многие авторы новых грамматик испанского языка использовали в качестве основы труд Небриха.